# Ріг достатку

Ріг достатку як геральдичний символ

Ріг доста́тку (лат. cornu соріае) — ріг кози Амальтеї, яка вигодувала своїм молоком Зевса, наповнений квітами, овочами, фруктами тощо, символ достатку та багатства.
Атрибут богів Ейрени, Плутоса, Фортуни, Геї, Деметри, а також Геракла.
Ріг достатку зображений на гербах країн: Панами, Колумбії, Перу; штату Нью-Джерсі; міста Харкова, також присутній на гербах районів міста та області, на гербах колишніх полкових та повітових міст Слобідщини.

## Галерея

Герб Колумбії
Герб Перу
Ріг достатку на гербі Харкова
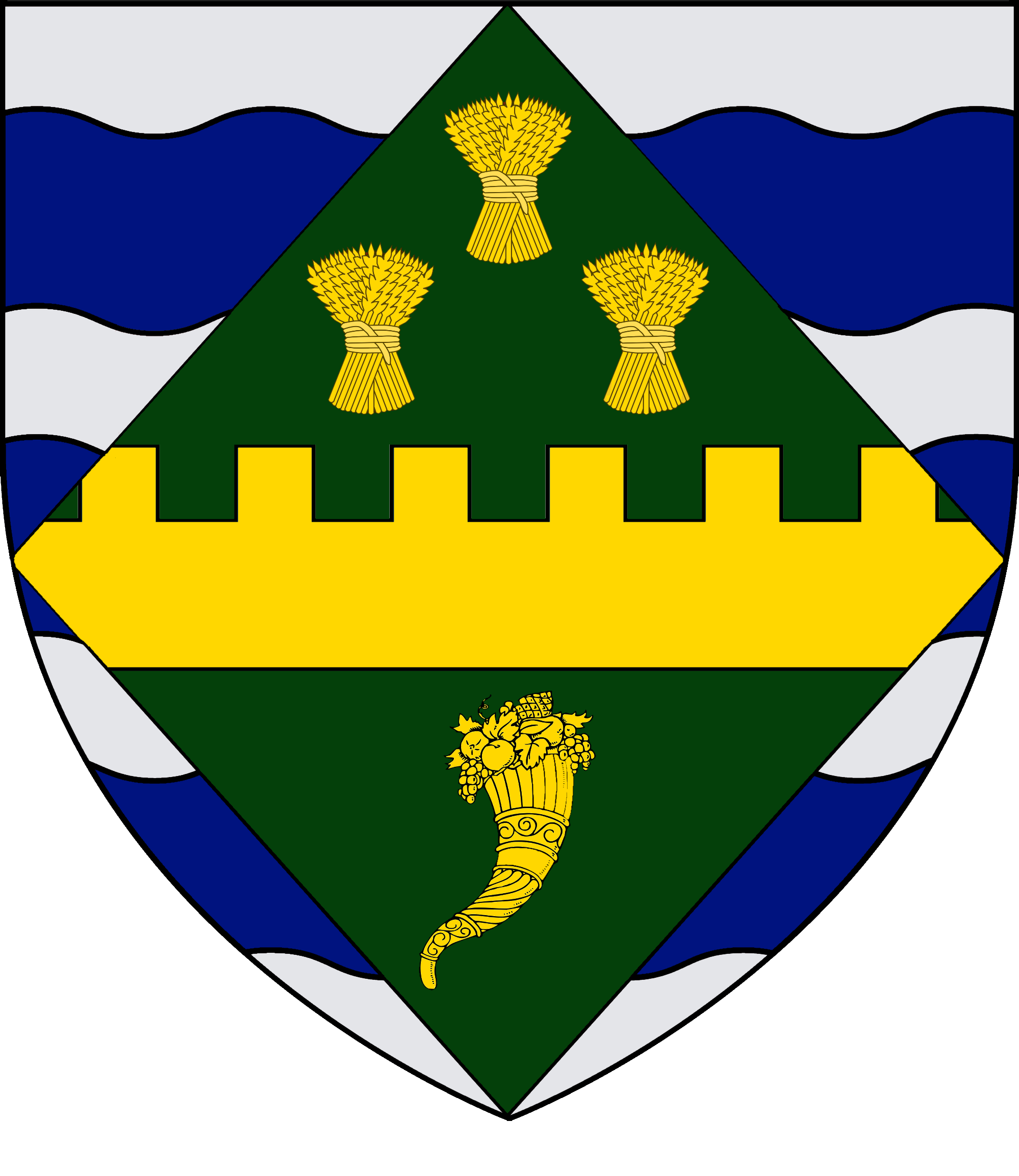
Герб Гантінгдонширу, Англія
Герб міста Копіапо, Чилі
Печатка Північної Кароліни
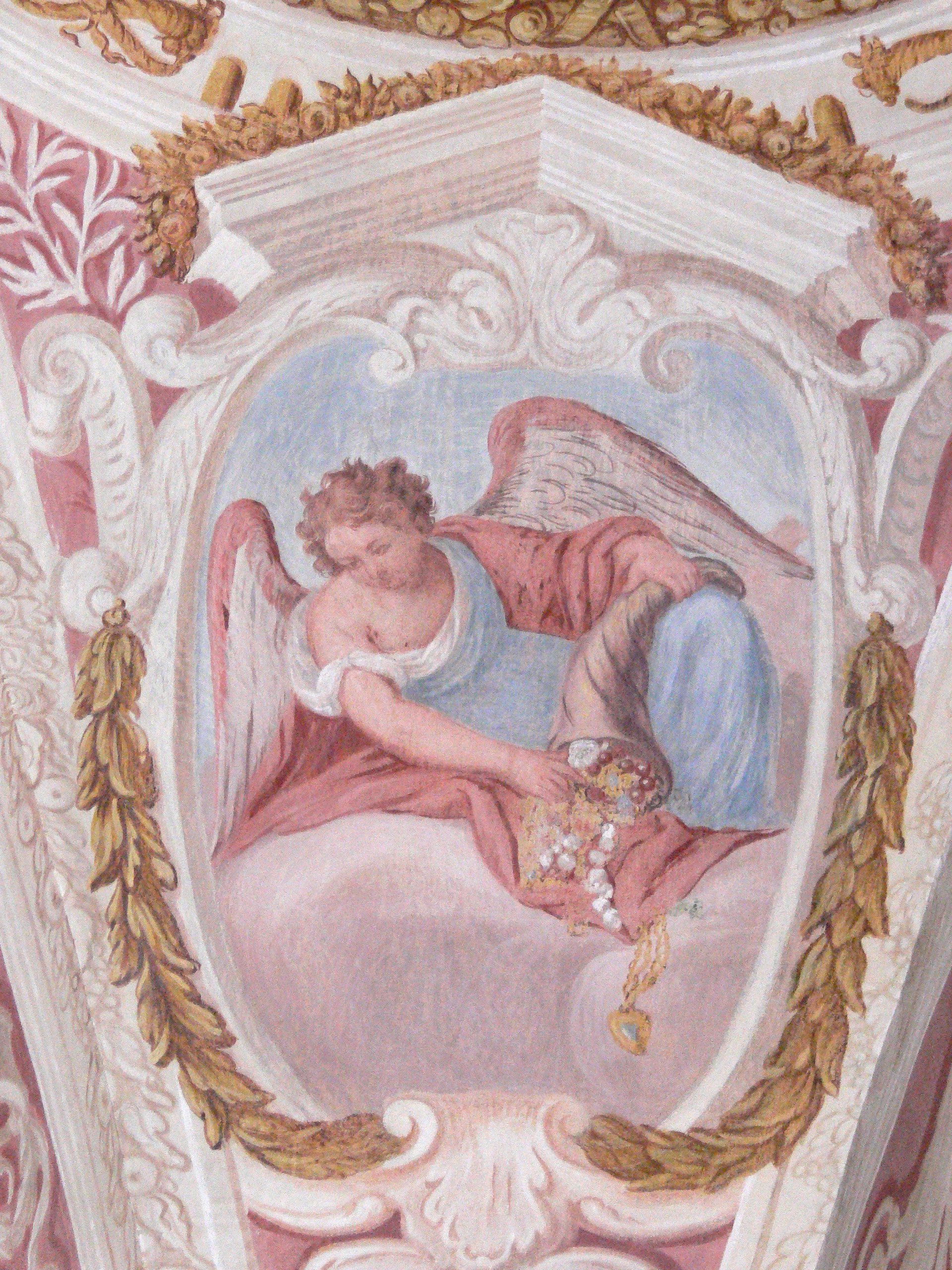
Angel з рогом достатку
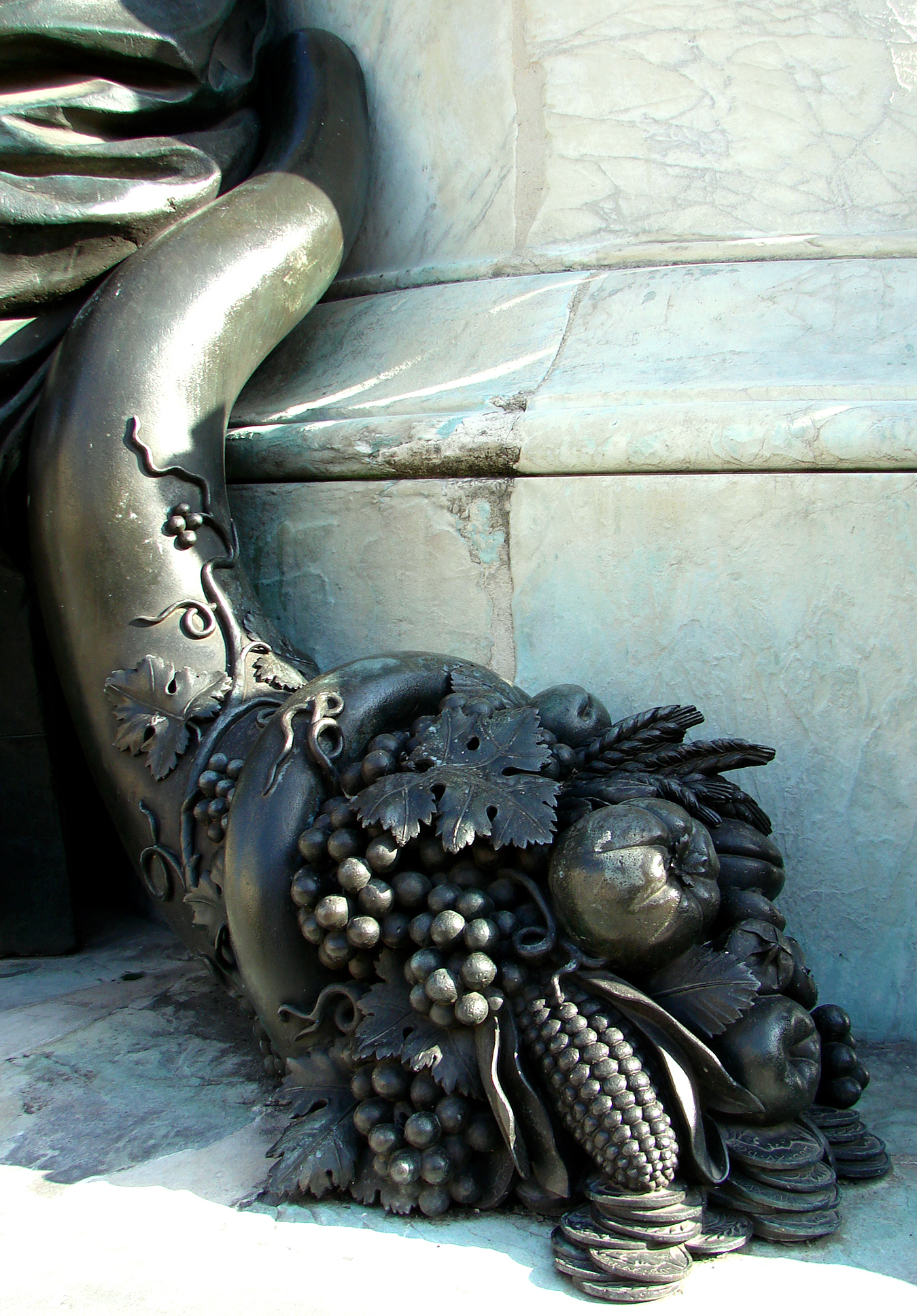
основа статуї Людовика XV
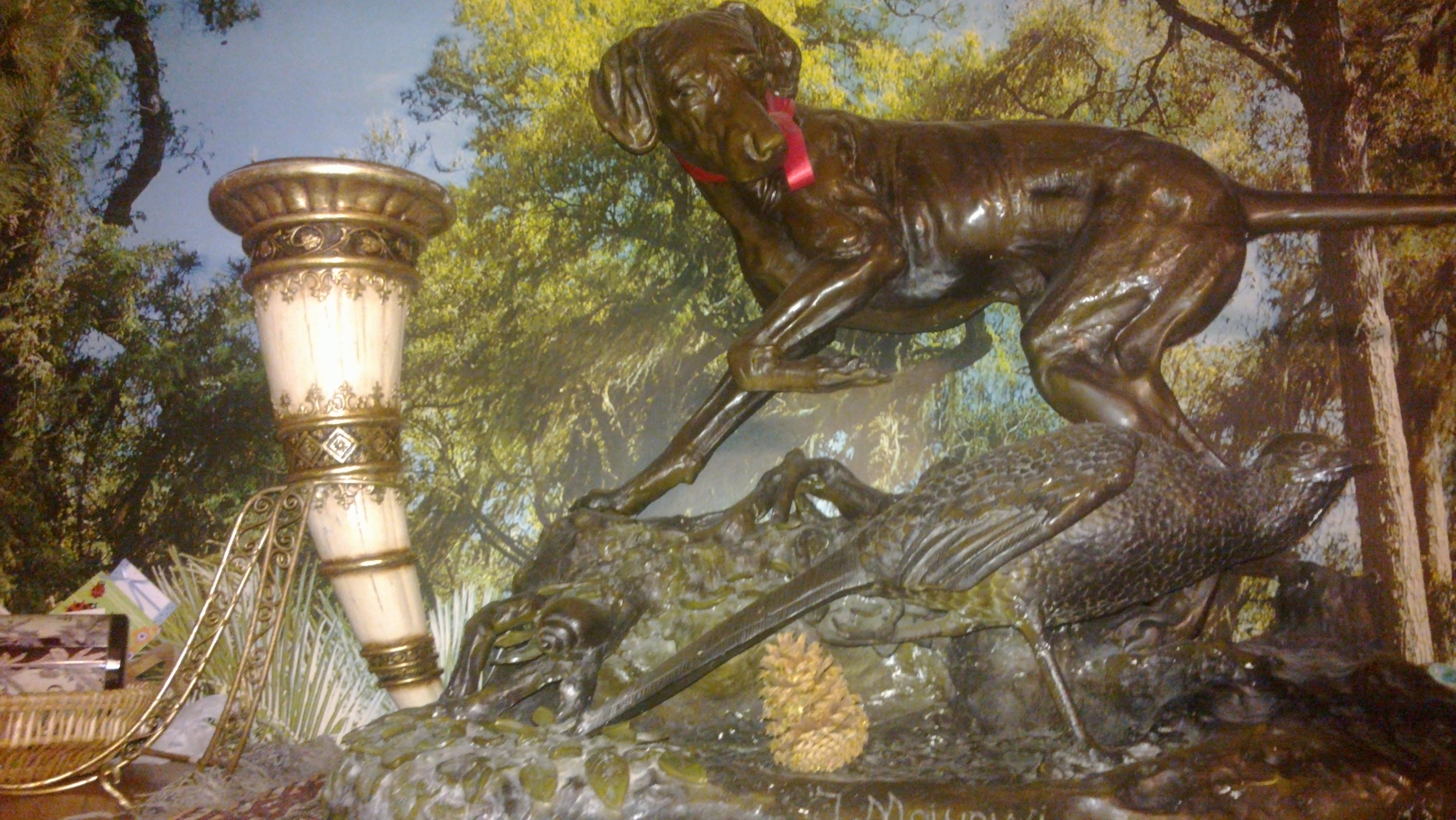
Ріг достатку як об'єкт, який використовується в інтер'єрі
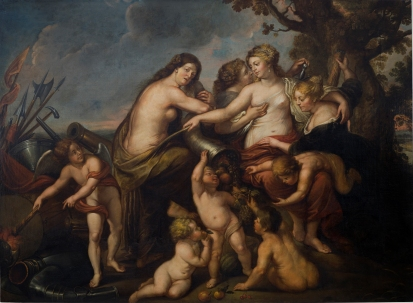
Алегорія миру і щастя держави. Богиня миру Ейре́на (грец. Ειρήνη) з рогом достатку, Rubens, XVII ст.
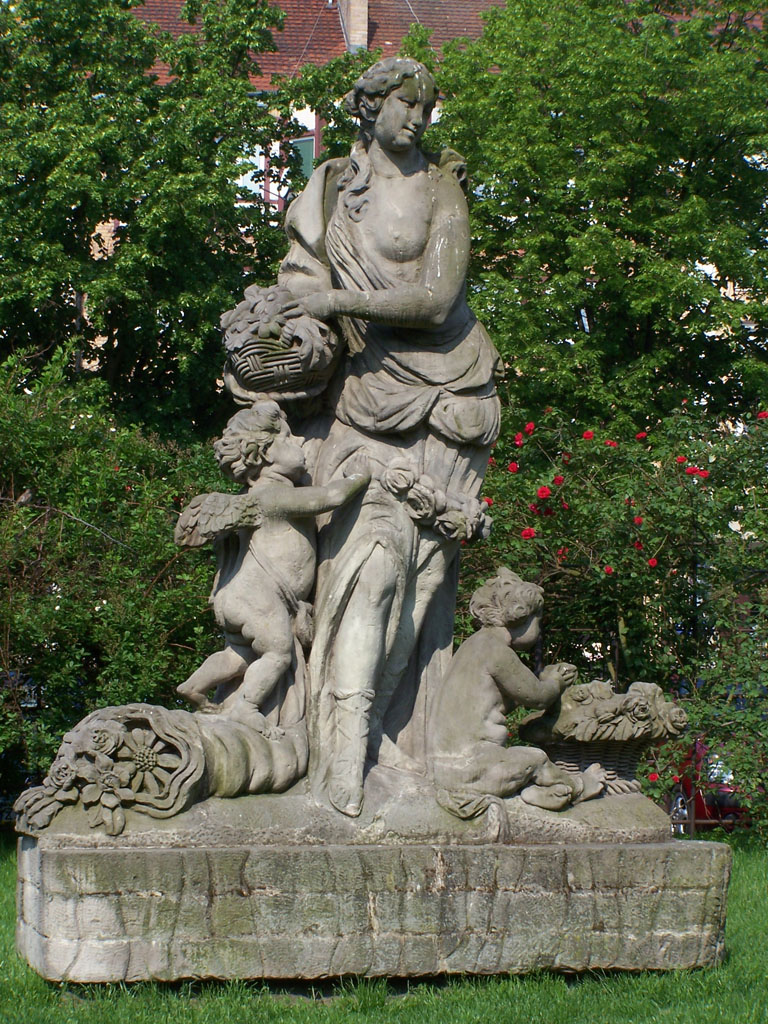
Ріг достатку в статуї Флори в Щеціні, Польща